# Міністерство приладобудування, засобів автоматизації та систем керування СРСР
Міністерство приладобудування, засобів автоматизації та систем керування СРСР — державний орган, загальносоюзне міністерство в рамках Ради Міністрів СРСР.
Міністерство утворене 2 жовтня 1965. 27 червня 1989 об'єднано з Міністерством електротехнічної промисловості СРСР в одне — Міністерство електротехнічної промисловості та приладобудування СРСР.
Міністри:
- Руднєв Костянтин Миколайович (1911—1980), на посаді міністра з 2 жовтня 1965 по 13 серпня 1980
- Шкабардня Михайло Сергійович (нар. 1930), на посаді міністра з 10 вересня 1980 по 27 червня 1989

В Києві діє Інститут автоматики, що був свого часу підпорядкований цьому міністерству.